# Wojciech Unolt
Wojciech Unolt – polski dyplomata, tłumacz i dziennikarz.

## Życiorys
Wojciech Unolt ukończył studia anglistyczne na Uniwersytecie im. Adama Mickiewicza w Poznaniu.
Tłumacz literatury anglojęzycznej. W okresie PRL związany z wydawnictwami katolickimi. Był m.in. redaktorem miesięcznika „W Drodze”. Od 1990 związany z polskim wydaniem „L’Osservatore Romano”. W 2001 został członkiem polskiej służby zagranicznej, dochodząc od stopnia I sekretarza do ministra pełnomocnego. Do 2006 pracował na placówce w Rzymie jako rzecznik prasowy. Następnie kierownik Zespołu ds. Mediów Zagranicznych w Departamencie Systemu Informacji MSZ. Od 2008 do 2014 był zastępcą ambasadora RP we Włoszech. Po powrocie ekspert w Departamencie Strategii Polityki Zagranicznej oraz kierownik Wydziału Regionalnych Problemów Horyzontalnych i Wydziału Krajów Zatoki Departamentu Afryki i Bliskiego Wschodu MSZ. Od sierpnia 2018 do czerwca 2019 pełnił funkcję chargé d’affaires Polski w Iranie, następnie zaś kierownika Wydziału Polityczno-Ekonomicznego tamże. W 2023 został kierownikiem Wydziału Analiz i Wystąpień Programowych Departamentu Strategii MSZ. 27 stycznia 2025 objął kierownictwo Ambasady RP w Tiranie jako chargé d’affaires.
Posługuje się angielskim, włoskim, hiszpańskim i perskim.
Żonaty z Barbarą Unolt. Ojciec trójki dzieci.

## Tłumaczenia
- Obłok niewiedzy [Tyt. oryg.: Cloud of unknowing ], Poznań: W drodze, 1986, 2001, 2015, ISBN 83-7033-319-2.
- Stuart Olyott(inne języki), Nie lękajcie się samotności [Tyt. oryg.: Dare to stand alone. 1982], Poznań: Wydawnictwo Ewangeliczne, 1991, ISBN 83-00-02455-7.
- Simon Tugwell(inne języki), Osiem błogosławieństw: rozważania nad tradycją chrześcijańską [Tyt. oryg.: Reflections on the beatitudes: soundings in Christian traditions, 1980], Poznań: W drodze, 1986, 1999, ISBN 83-7033-204-8.
- Grzegorz Gałązka(inne języki), Robert Moynihan(inne języki), Jan Paweł II: sługa sług Bożych, Roma: A.T.S. Italia: Inside the Vatican, 1996, ISBN 88-86542-33-X.
- Grzegorz Gałązka, Robert Moynihan, Marek Lehnert, Jan Paweł II na progu trzeciego tysiąclecia, Marki: Michalineum, 1997, ISBN 83-7019-175-4.
- Anna A. Terruwe(inne języki), Conrad W. Baars, Integracja psychiczna: o nerwicach i ich leczeniu [Tyt. oryg.: Physic wholeness and healing: using all the powers of the human psyche, 1981], Poznań: W drodze, 1987, 1989, 2002, ISBN 83-7033-415-6.
- Tomasz More, Pisma więzienne, Warszawa: Państwowy Instytut Wydawniczy, 1985, 2017, ISBN 978-83-06-03403-5.